# Mustafa Ertan
Mustafa Ertan (21 d'abril de 1926 - 17 de desembre de 2005) fou un futbolista turc de la dècada de 1950 i entrenador.
Fou 29 cops internacional amb la selecció turca amb la qual participà en el Mundial de 1954 i als Jocs Olímpics de 1960. Pel que fa a clubs, defensà els colors de MKE Ankaragücü i Beşiktaş.